# Urna electrónica en Jalisco
La urna electrónica es el sistema que sustituye a los mecanismos tradicionales (urna y papelería) mediante los cuales se realizan las elecciones en la democracia representativa, por una serie de componentes digitales que permiten hacer más eficiente el proceso electoral. La urna electrónica se inscribe como una herramienta dentro de las propuestas que engloban el concepto de voto electrónico.
México tiene en el estado de Jalisco su caso más representativo, donde tres municipios han elegido a sus autoridades con el uso de tecnología electoral de manera vinculante; por su parte, Coahuila y Distrito Federal han utilizado urnas electrónicas de manera vinculante en ciertas secciones, pero ningún distrito de manera completa. En México el uso de tecnologías se remonta a 1911, cuando la legislación federal establecía la opción de utilizar “máquinas” para la recepción de la votación en procesos electorales federales, lo que se reiteró en las normativas federales de 1918, 1946, 1951, 1973 y 1977. Sin embargo, su utilización nunca aconteció.

## Antecedentes
Una de las primeras aplicaciones de las tecnologías electromecánicas de finales del siglo XIX fue su uso para el ejercicio del voto electrónico y del recuento posterior de papeletas . Así, Thomas Alva Edison en 1869 firmó una aplicación de patente N.º 90646 para un sistema de grabación de voto eléctrico, el cual luego sería utilizado para su primera patente, pues nadie quiso emplearla después. En 1892 Jacob H. Myers diseña la AVM (Automatic Voting Machine), que se aplicó en varias ocasiones en el estado de Nueva York. Era un aparato basado en dispositivos de levas que se siguieron utilizando posteriormente en otras máquinas similares. Con la aparición de los primeros computadores a mediados de la década de 1940 se retomó la posibilidad de utilizar las máquinas para el voto electrónico. Así, varios prototipos vieron la luz a mediados de la década de 1960. Dentro de los países que utilizan el voto ciudadano como herramienta en la conformación de sus gobiernos se pueden identificar los diferentes casos donde se utilizan instrumentos electrónicos de votación, ya sea en todo su territorio o en alguna de sus entidades federativas o equivalentes; tales son los casos de Suiza, India, Venezuela y Brasil –donde sus procesos son completamente realizados a través de la urna electrónica– y Estados Unidos, este último con diversos sistemas según cada entidad federativa.
Primeras experiencias de mecanismos electrónicos en el proceso electoral; año, legislación del voto electrónico e implementación territorial en países seleccionados.
| País / Estado    | Prueba piloto | Año de legislación | Implementación en la totalidad del territorio |
| ---------------- | --- | --- | --- |
| Brasil           | En 1982 por primera vez se instalaron computadoras para el recuento de votos.                                                                            | En 1995 se legisló la votación electrónica y la primera elección vinculante fue en 1996. Sigue funcionando hasta la actualidad. | En 2000 la votación electrónica se implementa en la totalidad del territorio. |
| Países Bajos     | Se realizó la primera prueba piloto desde 1965 mediante el sistema de tablero electrónico con pantalla no táctil. En 1982 se realiza otra prueba piloto. | En 1965 se lleva a cabo una reforma a la ley electoral; se introduce el voto electrónico presencial en 1974. En 1989 se lleva a cabo otra reforma a la ley electoral sobre el voto electrónico. En 1996 se realiza otra reforma que tuvo vigencia hasta el año 2008, cuando se legisló su eliminación. | Para las elecciones municipales de 2006, cerca de 99% de los votos fueron emitidos a través de algún sistema de voto electrónico. El voto electrónico se eliminó de la legislación en 2008. |
| India            | En 1982 se hicieron las primeras pruebas piloto. | En 1989 se legisló a su favor. Sigue funcionando hasta la actualidad. | En 2004 la votación electrónica se llevó a cabo en todo el territorio. |
| Florida          | En 1980 se utilizó por primera vez el primer dispositivo de conteo electrónico de votos (Votomatic).                                                     | En 2001 se aprobó una ley que descontinuó varios sistemas de votación y obligó a los condados a implementar dispositivos DRE o lectores ópticos. | En 2004 se implementó en 15 de los 67 condados en todo el estado. |
| Distrito Federal | En 2003, 2006 y 2007 se realizaron las primeras pruebas piloto con el apoyo del Tribunal Superior Electoral de Brasil.                                   | Se legisló en 2008. | En 2009 por primera vez se realizaron elecciones vinculantes en 40 casillas correspondientes a cada uno de los distritos electorales. Aún no se ha implementado en todo el territorio.      |
| Coahuila         | En 2003 se realizaron las primeras pruebas piloto. | En 2001 se legisló el uso de la urna electrónica. | Aún no se ha implementado en todo el territorio. |
| Jalisco          | En 2006 se realizó una prueba piloto. | En 2008 se legisló para utilizar la urna electrónica de manera vinculante. | En 2009, se realizaron elecciones con urna electrónica en tres municipios. |

### Tipologías de urnas electrónicas
- DRE, Direct Recording Electronic. Se trata de máquinas que permiten que la persona que vota seleccione el voto deseado (que aparecerá en una pantalla). La forma de selección del voto será mediante pantallas táctiles, teclados o dispositivos equivalentes. La principal característica de estas máquinas es que permiten la captura, almacenamiento y escrutinio de los votos.

- DRE w/VVPT, DRE with Voter-Verified Paper Trail. Este tipo de urna electrónica, además de capturar electrónicamente el voto elegido, lo plasma en un papel. Ello permite al votante verificar, mediante la lectura de esa garantía impresa, la corrección del voto registrado.

- PCOS, Precinct Count Optical Scan. Este tipo de máquinas permite al votante marcar la papeleta de votación con algún tipo de lápices, plumas o bolígrafos (varía en cada caso). Posteriormente, la persona que vota, mediante un procedimiento que garantice que sólo ésta conoce lo que ha votado, inserta la papeleta marcada en un escáner, a través del cual la máquina de votación captura el voto para su posterior contabilización (esta modalidad más que voto electrónico se puede clasificar como conteo electrónico).

## Proceso en el IEPC Jalisco
El 3 de junio de 2005 el pleno del entonces Instituto Electoral del Estado de Jalisco (IEEJ) aprobó el acuerdo por el que se designaron los integrantes de la Comisión Especial para el análisis, evaluación y desarrollo de propuestas para un sistema de votación electrónica. En febrero de 2006, el Consejo General del Instituto Electoral y de Participación Ciudadana del Estado de Coahuila (IEPCC) ofreció al IEEJ el préstamo de urnas electrónicas para su prueba piloto. El 29 de mayo de 2006 se aprobó el dictamen emitido por la Comisión Especial para el análisis, evaluación y desarrollo de propuestas para un sistema de votación electrónica, el cual determinó las bases y lineamientos para el desarrollo de la prueba piloto de esta modalidad en una muestra a nivel estatal. Asimismo, el 5 de agosto de 2008 se publicó en el Periódico Oficial El Estado de Jalisco, el Código Electoral y de Participación Ciudadana del Estado de Jalisco, mismo que entró en vigor al día siguiente, en dicho ordenamiento legal, se incluyeron diversos dispositivos legales relativos a la implementación del sistema electrónico de votación, en los cuales se contempla lo siguiente:
- Que el Consejo General tiene la atribución de aprobar cuando sea factible, el modelo y procedimiento de votación mediante sistemas electrónicos, vigilando siempre que se garantice la libertad y secreto del voto ciudadano; dicho sistema puede ser implementado de manera parcial, limitándolo a un determinado ámbito geográfico electoral o elección, dicha determinación deberá publicarla dentro de los cinco días siguientes a su aprobación, en el Periódico Oficial El Estado de Jalisco.

- Dicho modelo será aprobado a más tardar en el mes de septiembre del año anterior al de la elección, garantizando el respeto y apego a los principios rectores de la función electoral para la emisión del voto.

Además, dentro de las normas aprobadas, se contemplan especificaciones que deberá cubrir la urna electrónica como: mostrar los nombres de los candidatos registrados, de acuerdo al modelo de boleta aprobado por el Consejo General de este organismo electoral, registrar el número total de votantes y los votos que cada candidato obtenga.

## Implementación de la urna electrónica en Jalisco con carácter vinculante
La implementación del voto electrónico con carácter vinculante en la totalidad del municipio se estableció en el municipio de Tuxcuecaen 2009, y a finales
del mismo año en Gómez Faríasy San Cristóbal de la Barranca. Los tres municipios se caracterizan por tener una población de adultos mayores en zonas semirrurales y relativamente pobres en comparación con las áreas urbanas del estado. Cabe destacar que las elecciones en estos municipios resultaron exitosas, lo cual abrió posibilidades de ampliar el uso de esta tecnología al resto del estado.

## Especificaciones del modelo de sistema electrónico para la recepción del voto en Jalisco
La adaptación de tecnología robusta y certificada existente en el mercado mexicano al diseño y concepto de la urna electrónica desarrollada en el IEPC, fue un proceso en el que se observó que los elementos tecnológicos que la componen cubrían las especificaciones de usabilidad y facilidad de instalación y uso.
La urna electrónica dispone de una pantalla táctil de alta duración que garantiza la resistencia a millones de contactos, es resistente a la humedad y al uso intensivo.
Esta pantalla táctil de 15 pulgadas permite a los funcionarios de mesa directiva de casilla y a los ciudadanos que acuden a emitir su voto en ella, ver un símil de la boleta electoral en pantalla, la urna electrónica permite una simplicidad que garantiza un uso efectivo del equipo y que facilita a los usuarios la toma de decisiones, al disponer de información que se contiene en las boletas impresas que se utilizan en los métodos convencionales de votación.

### Urna de acrílico con impresora térmica
La urna de acrílico con impresora térmica constituye un elemento esencial de la urna electrónica, este elemento es el receptor de los “testigos de voto”, testigos que son impresos por la impresora térmica y que, al momento, permite al elector validar su intención del voto viendo el emblema o logotipo de la opción por la que votó en la urna. La peculiaridad del diseño de esta urna de acrílico es mantener en todo momento el secreto del voto del elector, la parte inferior de la urna de acrílico es el repositorio de estos testigos de voto; este repositorio impide en todo momento que los testigos de voto sean tomados por el elector al momento de emitir su sufragio. Asimismo, la urna electrónica dispone de otros dispositivos de seguridad que son indispensables para su operación, como son: unidad de respaldo de energía, teclado numérico inalámbrico, códigos de operación, llaves de seguridad para chapa tipo bancaria, tarjetas de banda magnética tanto para el presidente de casilla como para el asistente informático electoral.

## Procedimiento de votación
Este tipo de urnas electrónicas no exentan a los ciudadanos de su valiosa participación como funcionarios de casilla, debido a que finalmente son ellos los encargados de vigilar el correcto desarrollo de la votación en la utilización de los equipos electrónicos, así como de realizar varios actos que resultan fundamentales para el éxito del proceso electoral. En primer término, los ciudadanos insaculados deben recibir la capacitación relativa a las actividades que deberán desempeñar en la jornada electoral, al igual que se realiza en los procesos electorales convencionales, sin embargo, parte importante de la capacitación va destinada al uso y manejo de las urnas electrónicas.
El procedimiento de votación es el siguiente:
- El presidente de la casilla, una vez que se validaron los datos del ciudadano, habilitará con su tarjeta de banda magnética mediante un código de acceso, la aplicación de la urna electrónica para permitir que el ciudadano emita su voto.

El ciudadano pasará a la urna electrónica y elegirá la opción de su preferencia; al tocar la opción elegida aparecerá una pantalla en la que le muestra la opción, y si se está seguro de ésta, oprime el botón “Votar”, de lo contrario se oprime el botón “Elegir otro”. Una vez que se eligió la opción deseada y se oprimió el botón “Votar”, se emite un testigo de voto impreso, el cual no puede tocar pero que tendrá a la vista.
El testigo de voto servirá para que el ciudadano corrobore el sentido de su voto. El testigo de voto tendrá la validez de una boleta convencional, únicamente cuando proceda el recuento de votos en términos del Código Electoral y de Participación Ciudadana del Estado de Jalisco.
Ante el supuesto de que la urna electrónica no emita alguno de los testigos de voto impreso, el presidente de la casilla verificará la causa y repondrá el procedimiento de impresión introduciendo un código. La utilización de este código no altera la contabilidad de los votos emitidos. Una vez subsanada cualquiera de las circunstancias, continuará el procedimiento de votación electrónica.
- Una vez concluida la recepción de la votación o siendo las 18:00 horas y hayan votado todos los ciudadanos que estaban formados en la fila, el presidente de la mesa directiva de casilla cerrará la votación y la urna electrónica imprimirá de manera automática un acta con los resultados, conteniendo los datos de hora de cierre, además de que enviará vía 3G los mismos resultados al área central del Instituto. Al término del cómputo de la elección, si es solicitado por alguno de los representantes de partido político ante la mesa directiva de casilla, podrán verificar los testigos de voto. Esta verificación será realizada únicamente por los funcionarios de mesa directiva de casilla; los representantes de partido político solo podrán participar como observadores.

El recuento de votos electrónicos ofrecerá dos métodos de verificación:
1. La verificación de los resultados contando los testigos de voto. Si dicho recuento es igual al resultado arrojado por las urnas electrónicas, se tomará por terminado el recuento.
2. Si existieran diferencias se procederá a extraer los resultados de las bases de datos de cada una de las urnas electrónicas para la sumatoria final.

## Puntos importantes que deberían tomarse en cuenta
1.- Es importante mencionar que se debe de mantener en todo momento la impresión del voto en papel, como complemento del proceso electoral, ya que provocaría que el sistema sea defectuoso en el sentido de la legalidad, para así evitar riesgos de fraude hechas por personas internas al sistema, una de las metas de la implementación a la larga de este tipo de tecnologías es el ahorro del papel impreso y esto representa un error.
2.- Las críticas son principalmente hechas por los perdedores quienes al buscar en todo momento cualquier justificación a la derrota, (el sistema tuvo algún fallo, no es confiable, es susceptible a la manipulación humana, etc.), pero se puede afirmar categóricamente, que el fraude en el sistema electoral mediante dispositivos electrónicos es inviable por causa de la cantidad de dispositivos de seguridad existentes, y el universo de personas que precisan ser cooptadas para defraudar un resultado electoral.
3.- Podemos partir del hecho de que la informática como parte de la tecnología es una herramienta muy eficiente para resolver una infinidad de problemas que hacen de la vida cotidiana de toda sociedad, así mismo hay que tener en cuenta que la informática presenta características de continuo dinamismo, la cual la hacen una herramienta muy sofisticada y compleja como para especular que gozamos de cierto control sobre las situaciones que se pueden presentar, así mismo pensar que esta tecnología garantiza la inviolabilidad del secreto del voto o el resultado en una contienda electoral, puede ser difícil lo único que conseguiremos es confiar en que las personas a cargo de esta tecnología hagan lo correcto.  
4.- Es importante tener en cuenta todos los detalles que conlleva la aplicación de este tipo de sistemas, no podemos cambiar la seguridad del proceso electoral actual, por la velocidad y rapidez de la proclamación de resultados, la meta debe de ser en todo momento encontrar el equilibrio y utilizar la urna electrónica solo como “una herramienta” capas de ayudarnos con las tareas tediosas y difíciles, y no que estas controlen gradualmente el proceso plenamente, esto sería sin duda un enorme retroceso en la aplicación de la expresión de la voluntad popular.
5.- Podrían surgir problemas o controversias en el momento de decidir como deben de colocarse a los candidatos en las boletas virtuales para tener una representación neutral y equilibrada.
6.- Todo proyecto de implementación del voto electrónico debe contar con un programa de formación y asistencia bien estructurado, que logre que cada ciudadano pueda acceder al sistema con plenas garantías, así se trata en definitiva de diseñar un plan de trabajo a mediano y largo plazo para que la introducción de estas herramientas no sorprendan a la población.
7.- Se debería de contemplar la habilitación de varias modalidades de votación para reducir el desequilibrio social, ya que la disponibilidad de votar a través de diversos canales, tanto tradicionales como electrónicos permite que cada ciudadano opte por aquel sistema en el que se encuentre más cómodo.
8.- El voto electrónico comporta asimismo un elevado protagonismo de los técnicos que puede, llegado el caso, oscurecer la labor que actualmente desarrollan instancias ciudadanas de base como son los miembros de la mesa directiva de casilla, estos técnicos no están contemplados dentro de la estructura de los ciudadanos permitidos dentro de la operación natural de una casilla, y podrían ser detonantes de impugnaciones por parte de partidos y observadores.
9.- Un punto importante es el hecho de que el software con el que se desarrolla la aplicación en la mayoría de los casos utiliza el sistema operativo LINUX, sistema creado para ser opensource de libre acceso, en donde una de las características principales es que cualquier persona con acceso a él pueda hacer una aportación al mismo sin que la responsabilidad caiga en alguna institución, empresa o desarrollador, y al final del día no hay quien responda por la integridad o seguridad del mismo este sistema puede ser descargado incluso desde Internet de manera gratuita.